# Championnats du monde de BMX 2025
Navigation
Édition précédente Édition suivante
Les Championnats du monde de BMX 2025, 29e édition des championnats du monde de BMX organisés par l'Union cycliste internationale, ont lieu du 2 au 3 août 2025 à Copenhague au Danemark.
La piste extérieure de Copenhague, longue de 400 mètres, a déjà accueilli les Championnats du Monde BMX Racing UCI en 2011 ainsi que des manches de la Coupe du Monde BMX Supercross UCI (le nom qu’elle portait alors) de 2008 à 2010.

## Programme
Les courses des catégories Challenge et Masters se dérouleront du 28 au 31 juillet. La catégorie Challenge contient des compétitions pour les tranches d'âge allant des enfants de 5 ans aux adultes de plus de 35 ans. 
Les championnats du monde proprement dits sont organisés les 2 au 3 août pour les femmes et les hommes dans les catégories élites, moins de 23 ans et juniors (17/18 ans), avec le calendrier suivant :
- Samedi 2 août : 1er tour, repêchage, huitièmes de finale
- Dimanche 3 août : quarts de finale, demi-finales, finales

## Quotas Élites
Les nations obtiennent des quotas selon leur classement UCI. Chaque nation a le droit d'enregistrer 2 coureurs de réserves
| Rang (quota)                                                                      | Nations Hommes                                                                      | Nations Femmes                                                                                |
| --------------------------------------------------------------------------------- | ----------------------------------------------------------------------------------- | --------------------------------------------------------------------------------------------- |
| 1 à 4 (5 quotas)                                                                  | France, Suisse, États-Unis, Pays-Bas                                                | États-Unis, Australie, Pays-Bas, Suisse                                                       |
| 5 à 8 (4 quotas)                                                                  | Colombie, Australie, Royaume-Uni, Italie                                            | Canada, Danemark, Colombie, Nouvelle-Zélande                                                  |
| 9 à 14 (3 quotas)                                                                 | Nouvelle-Zélande, Argentine, Belgique, Danemark, Allemagne, Équateur                | France, Royaume-Uni, Lettonie, Tchéquie, Argentine, Japon                                     |
| 10 à 23 (2 quotas)                                                                | Canada, Brésil, Thaïlande, Japon, Chili, Lettonie, Indonésie, Zimbabwe, Philippines | Indonésie, Brésil, Thaïlande, Équateur, Afrique du Sud, Italie, Belgique, Zimbabwe, Allemagne |
| Chaque nation qui n'est pas qualifié comme ci-dessus peut enregistrer 1 coureur H |                                                                                     |                                                                                               |

Plusieurs coureurs sont automatiquement qualifiés
- Les champions 2024 :  Joris Daudet (déjà sacré à Copenhague en 2011, treize ans plus tôt) et  Alise Willoughby
- Les huit premiers coureurs aux classements UCI établi le 31 décembre 2024
  - Chez les hommes :  Cédric Butti,  Izaac Kennedy,  Niek Kimmann,  Kamren Larsen,  Kye Whyte,  Carlos Ramírez,  Eddy Clerté
  - Chez les femmes :  Saya Sakakibara,  Manon Veenstra,  Zoé Claessens,  Molly Simpson,  Daleny Vaughn,  Judy Baauw,  Laura Smulders
- Les championnats continentaux en cours peuvent être inscrits dans les catégories de championnats en plus du quota national

## Podiums
| Épreuves               | Or                  | Argent               | Bronze        |
| ---------------------- | ------------------- | -------------------- | ------------- |
| Épreuves masculines    |                     |                      |               |
| Course élites          | Arthur Pilard       | Izaac Kennedy        | Eddy Clerté   |
| Course moins de 23 ans | Alexis Pieczanowsky | Joshua Jolly         | Jason Noordam |
| Course juniors         | Evan Oliveira       | Clément Rocherieux   | Lucas Zhou    |
| Épreuves féminines     |                     |                      |               |
| Course élites          | Beth Shriever       | Saya Sakakibara      | Judy Baauw    |
| Course moins de 23 ans | Michelle Wissing    | Renske van Santvoort | Marie Favrel  |
| Course juniors         | Lily Greenough      | Elsa Rendall         | Alexis Alden  |

## Classements
| Pos                                | Cycliste             | Pays      |
| ---------------------------------- | -------------------- | --------- |
|                                    | Arthur Pilard        | France    |
| Médaille d'argent, Coupe du Monde  | Izaac Kennedy        | Australie |
| Médaille de bronze, Coupe du Monde | Eddy Clerté          | France    |
| 4                                  | Joris Daudet         | France    |
| 5                                  | Mathis Ragot Richard | France    |
| 6                                  | Magnus Dyhre         | Danemark  |
| 7                                  | Mitchel Schotman     | Pays-Bas  |
| 8                                  | Sylvain André        | France    |

| Pos                                | Cycliste        | Pays            |
| ---------------------------------- | --------------- | --------------- |
|                                    | Beth Shriever   | Grande-Bretagne |
| Médaille d'argent, Coupe du Monde  | Saya Sakakibara | Australie       |
| Médaille de bronze, Coupe du Monde | Judy Baauw      | Pays-Bas        |
| 4                                  | Zoé Claessens   | Suisse          |
| 5                                  | Teya Rufus      | Australie       |
| 6                                  | Lauren Reynolds | Australie       |
| 7                                  | Laura Smulders  | Pays-Bas        |
| 8                                  | Axelle Étienne  | France          |

## Tableau des médailles
| Rang  | Nation           | Or | Argent | Bronze | Total |
| ----- | ---------------- | -- | ------ | ------ | ----- |
| 1     | France           | 3  | 1      | 2      | 6     |
| 2     | Pays-Bas         | 1  | 1      | 2      | 4     |
| 3     | Grande-Bretagne  | 1  | 1      | 0      | 2     |
| 4     | Nouvelle-Zélande | 1  | 0      | 0      | 1     |
| 5     | Australie        | 0  | 3      | 0      | 3     |
| 6     | Canada           | 0  | 0      | 1      | 1     |
| 6     | États-Unis       | 0  | 0      | 1      | 1     |
| Total | Total            | 6  | 6      | 6      | 18    |